# Conseil italien du mouvement européen
 (juin 2012).
Si vous disposez d'ouvrages ou d'articles de référence ou si vous connaissez des sites web de qualité traitant du thème abordé ici, merci de compléter l'article en donnant les références utiles à sa vérifiabilité et en les liant à la section « Notes et références ».
Le Conseil italien du mouvement européen (en italien, Consiglio Italiano del Movimento Europeo) (CIME) est une organisation vouée à regrouper et à donner voix à toutes les forces démocratiques – partis, syndicats, institutions, organisations et associations variées – conscientes de l’importance pour l’Italie de la poursuite de l’Unité européenne.

## Description
Au sens du message du Manifeste de Ventotene d’Altiero Spinelli, le Conseil italien du mouvement européen est une fédération entre tous les États démocratiques européens voulant et pouvant y adhérer en pleine parité de droits et de devoirs. Il est ouvert à l’adhésion de toute organisation qui en Italie partage ces buts. Le CIME promeut des activités diverses et variées qui vont du stimulus envers les institutions nationales, européennes et les forces politiques, jusqu’à l’activité d’approfondissement politique et culturel sur des thématiques internationales.
Il réalise également des campagnes de sensibilisation et d’information auprès des citoyens à propos de l’action de l’Union. De plus, sa structure composite fait de lui un référent important pour toutes ces institutions qui se posent, à différents niveaux, le problème de l’élargissement du débat public européen, et notamment à travers des projets innovants de communication politique européenne. Le CIME fait partie des membres fondateurs du Mouvement européen international qui, avec ses 43 Conseil nationaux et ses 27 organisations européennes adhérentes, compte à l’heure actuelle parmi les meilleures représentations de la société civile organisée à l’échelle continentale.

### Ligne politique, devoirs et activités
Le CIME reconnait dans les structures institutionnelles existantes au sein de l’Union européenne, un premier embryon de fédération européenne. Il apporte ainsi son soutien à une évolution décidée de celui-ci qui le mènerait vers une réalité plus « constitutionnelle ». Il se bat en faveur de toutes les réformes qui rendraient l’UE capable d’exprimer son unité sur la politique étrangère et de sécurité et de réaliser une véritable politique économique et sociale. C’est uniquement en renforçant l’intégration entre les États membres qu’il sera possible pour la démocratie européenne d’endosser un rôle de première importance dans le monde globalisé et de contribuer activement à un ordre international fondé sur la paix ainsi que sur la promotion des droits de l’homme et du citoyen. Dans ce but, le CIME exerce en premier lieu la fonction d’organe de coordination mais aussi d’instrument de proposition, de stimulation et de pression envers le Parlement, le Gouvernement national et les institutions internationales, aussi bien de façon indépendante qu’à travers le Mouvement européen international (MEI).
Le Conseil Italien du Mouvement Européen se propose, en outre, de défendre devant l’opinion publique italienne, et en premier lieu chez les jeunes générations, la conviction que la création d’une fédération européenne, respectueuse des autonomies nationales, régionales et locales, soit indispensable à la prospérité et à une réelle indépendance des peuples européens. Il veut également promouvoir le développement de nouveaux instruments de contrôle démocratique au niveau européen qui constitueront une garantie irremplaçable de l’indépendance de nos institutions. Le CIME reste ouvert aux différents niveaux de son organisation à l’adhésion de ceux qui en partage les objectifs et les méthodes d’action sans préjudice pour la liberté politique de chacun.
Bien que n’étant pas un centre d’études dans le sens le plus classique du terme, le CIME assume aujourd’hui un rôle de stimulation, d’approfondissement et de synthèse du débat public. Débat qui, dans la société italienne, est lié à des problématiques inhérentes au processus d’intégration européenne. Il le fait avec d’autant plus d’efficacité qu’il est l’expression des intérêts divers poursuivis par ses membres . Ses réalisations et ses initiatives peuvent de cette façon constituer un important point de référence pour les institutions, au regard des tendances se manifestant en Italie et ce à travers de multiples contacts activables par l’ensemble du réseau MEI et également dans d’autres pays.

### Règles statutaires et organes
Le CIME est constitué en tant qu’association reconnue, dont peuvent devenir membres les organisations politiques, sociales, culturelles et économiques qui ont un statut démocratique et qui approuvent explicitement les principes fondamentaux du fédéralisme européen rappelés dans le Préambule du Statut. Ces membres sont divisés en trois catégories fondamentales : partis et mouvements politiques, organisations sociales et économiques, associations représentatives du fédéralisme militant.
Les organes du Conseil italien du mouvement européen sont :
- Le Conseil National
- Le Conseil de la Présidence
- Le Président
- Le Secrétaire général.

Les charges électives sont de nature volontaires. Le Conseil National est principalement composé de représentants des organisations de plein droit et de celles associées. Elles possèdent respectivement quatre et deux membres chacune, directement désignés par les réalités d’appartenances.
Il élit, tous les trois ans, le Président et le Conseil de la Présidence composé des Vice-présidents et d’un certain nombre d’autres membres en plus du Trésorier et du Secrétaire général. Le Secrétaire général s’occupe de l’exécution des délibérations et, assisté des éventuels Secrétaires adjoints et autres collaborateurs, représente légalement l’organisation.
Le Président du CIME est actuellement l’avocat Pier Virgilio Dastoli, qui fut l’assistant de Altiero Spinelli. Il occupa de nombreuses fonctions au sein des institutions européennes dont celle de Directeur de la Représentation en Italie de la Commission européenne. Il officia aussi dans les organisations européistes et fédéralistes, notamment comme Secrétaire général du Mouvement Européen International). Les vice-présidents sont : Sandro Gozi, Sergio Pistone et Giacomo Santini. Le secrétaire général en est Stefano Milia.
Le CIME rentre parmi les institutions internationalistes qui jouissent d’un soutien structurel de la part du Ministère des Affaires Étrangères italien, selon la loi no 948 du 28 décembre 1982.

## Historique
À la suite du congrès de La Haye de mai 1948, fut créé en Italie en décembre 1948 un Conseil national du Mouvement européen, organisme de coordination entre les parlementaires les plus européistes et le Mouvement Fédéraliste Européen (MFE). Cependant il fallut en opérer la reconstitution en 1956 dans une situation marquée par l’opposition dans le camp des européistes entre les « fonctionnalistes », favorables à une intégration progressive de marché de la « petite Europe » – dans laquelle ils reconnaissaient la prémisse nécessaire de tout développement ultérieur – et la majorité des fédéralistes italiens qui, à commencer par Altiero Spinelli, avait pris une position très critique envers la politique européen des gouvernements après l’échec de la Communauté européenne de défense. Cette dernière position avait du reste concouru à déterminer au niveau international une scission entre ces mêmes fédéralistes.
Dans ces conditions, il semblait inévitable que le CIME assume de fait, de par sa composition politique qui incluait alors les partis de gouvernement, avec des syndicats gravitant autour de leur orbite, un caractère alternatif par rapport au fédéralisme militant. Cet état de faits a toutefois évolué au fil des années, également grâce à la contribution décisive que fut l’accession à l’automne 1964 de Giuseppe Petrilli à la Présidence du CIME. Car, bien qu’ancien membre de la Commission lors des trois premières années de la Communauté économique européenne, il avait muri une vision du processus d’intégration qu’il voulait voir dépasser l’approche intergouvernementale. Le rapprochement entre le CIME et le Mouvement fédéraliste se conclut en 1966 avec l’adhésion du second au premier.
Le Mouvement européen épousa ainsi – d’abord au niveau national puis à l’échelle européenne – les positions fondamentales de la stratégie fédéraliste, en reconnaissant l’importance de l’élection du Parlement européen au suffrage universel direct, considérée comme la condition indispensable à tout progrès effectif sur le terrain politico-institutionnel. Il vit alors dans l'élection européenne le point sur lequel faire levier pour donner l’impulsion nécessaire à la reprise proprement politique du processus d’intégration. Quand l’initiative parlementaire d’Altiero Spinelli, murie à la suite de la première élection européenne de 1979, eut démontré concrètement l’adéquation de cette stratégie, le CIME offrit à celle-ci tout son soutien, à travers la forte pression exercée en faveur du projet de traité élaboré par le Parlement européen à l’adresse la présidence italienne de la Communauté, lors du premier semestre de 1985. À partir de là, les présidences successives de Mauro Ferri, Mario Zagari et Giorgio Napolitano ont amplement confirmé la pleine continuité du rapport établi au sein du CIME entre les principales forces politiques et social-économiques nationales et l’avant-garde fédéraliste. Ainsi le CIME a compté parmi les protagonistes en Italie de l’engagement constant en faveur de la création de la monnaie unique européenne, l’Euro, mais également de cette bataille difficile, et pas encore gagnée, en faveur de réformes institutionnelles européennes que mèneront vers l’adoption d’un véritable texte de Constitution pour l’Union.

## Présidents
- Randolfo Pacciardi (1956-1961)
- Paolo Rossi (1961-1964)
- Giuseppe Petrilli (1964-1986)
- Mauro Ferri (1986-1988)
- Mario Zagari (1988-1996)
- Giorgio Napolitano (1996-2006)
- Valerio Zanone (2006-2010)
- Pier Virgilio Dastoli (2010-...)

## Secrétaires généraux
- Dino Secco Suardo (1956-1961)
- Angelo Lotti (1961-1987)
- Carlo Ernesto Meriano (1987-1996)
- Aldo De Matteo (1996-2004)
- Filadelfio Basile (2004-2006)
- Annita Garibaldi Jallet (2006-2010)
- Stefano Milia (depuis 2010)